# James Horner (cầu thủ bóng đá)
James Horner (sinh năm 1880) là một cầu thủ bóng đá người Anh từng thi đấu ở vị trí thủ môn.